# Cantón de Bazas
El cantón de Bazas era una división administrativa francesa, que estaba situada en el departamento de Gironda y la región de Aquitania.

## Composición
El cantón estaba formado por trece comunas:
- Aubiac
- Bazas
- Bernos-Beaulac
- Birac
- Cazats
- Cudos
- Gajac
- Gans
- Le Nizan
- Lignan-de-Bazas
- Marimbault
- Saint-Côme
- Sauviac

## Supresión del cantón de Bazas
En aplicación del Decreto nº 2014-192 de 20 de febrero de 2014, el cantón de Bazas fue suprimido el 22 de marzo de 2015 y sus 13 comunas pasaron a formar parte del nuevo cantón de Sur de Gironda.